# Regeringen Helle Thorning-Schmidt I
Regeringen Helle Thorning-Schmidt I (S-R-SF-regeringen) var Danmarks regering i perioden fra 3. oktober 2011 til 3. februar 2014. Regeringen blev dannet, efter at Socialdemokraterne, Radikale Venstre og Socialistisk Folkeparti, Enhedslisten og tre nordatlantiske mandater opnåede flertal (92 mandater) ved folketingsvalget den 15. september 2011. Helle Thorning-Schmidt (S) blev efter en dronningerunde den 16. september udnævnt til kongelig undersøger, hvilket pålagde hende ansvaret for at danne en ny regering. Thorning-Schmidt gik til Dronning Margrethe 2. den 3. oktober for at meddele, at hun var klar til at danne regering bestående af Socialdemokraterne, Socialistisk Folkeparti og Radikale Venstre. Regeringen bestod af i alt 23 ministre og undergik i dens levetid omrokeringer i oktober 2012, december 2012, august 2013, november 2013 og december 2013. I februar 2014 blev der efter SF's udtræden dannet en helt ny regering: Regeringen Helle Thorning-Schmidt II.

## Baggrund
I tiden hvor Regeringen Lars Løkke Rasmussen I regerede havde den daværende opposition bestående af Socialdemokraterne (S), Socialistisk Folkeparti (SF), Radikale Venstre (R) og Enhedslisten (EL) i længere tid i meningsmålingerne stået til at vinde regeringsmagten efter et valg. I medierne gik der mange spekulationer om et valg før tid: i januar 2011 efter statsministerens nytårstale, ved forhandlingerne om 2020-planen i maj 2011, samt i august 2011 før fremlæggelsen af finansloven, men først 26. august 2011 offentliggjorde Lars Løkke Rasmussen på et pressemøde ved Marienborg udskrivelsen af valget.
S-SF gik ind i valgkampen med programmet Fair Løsning som valgoplæg, mens R havde givet sin tilslutning til tilbagetrækningsreformen. Trods dette blev de fire partier i opposition betegnet som "rød blok" i medierne, med den "blå blok" (Venstre, De Konservative, Dansk Folkeparti og Liberal Alliance) som modstandere. De fleste meningsmålinger op til valget forudsagde et relativt klart flertal til rød blok; valgets udfald blev imidlertid mere tæt end forventet, men dog tilstrækkeligt til at forøge rød bloks mandattal i Folketinget med 8 mandater til 89. For at kunne danne regering kræves, at der ikke er et flertal imod, såkaldt negativ parlamentarisme, hvilket i praksis normalt udlægges, som at man skal have en politisk alliance med mindst 90 mandater i ryggen. Rød blok fik imidlertid to støttermandater valgt ind i Folketinget fra Grønland og en fra Færøerne, hvilket samlet set gav dem et flertal med 92 mandater mod blå bloks 87.

## Regeringsgrundlaget
Efter 16 dages forhandlinger fremlagde Socialdemokraterne (S), Socialistisk Folkeparti (SF) og Radikale Venstre (R) et fælles regeringsgrundlag, som blev offentliggjort den 3. oktober 2011. Heri annonceredes en helhedsløsning for dansk økonomi, der skulle skabe balance i statens finanser senest år 2020, bl.a. ved at styrke konkurrenceevnen og skabe 135.000 nye arbejdspladser.  Blandt forudsætningerne var, at tilbagetrækningsreformen blev accepteret af S og SF, mens R opgav sin modstand mod 24-års-reglen.  Blandt de øvrige mål i regeringsgrundlaget var investeringer i ny teknologi inden for energiområdet, en udbygning af de videregående uddannelser og forbedrede forhold for asylansøgere.
Under Folketingets åbningsdebat den 4. oktober 2011 anklagede den nye opposition med Venstre i spidsen S og SF for at have begået løftebrud i forhold til de garantier, man havde givet vælgerne under valgkampen. Enhedslisten udtalte sig også stærkt kritisk om regeringsgrundlaget, således at der opstod tvivl om, hvorvidt de annoncerede reformer kunne opnå flertal i Folketinget.

## Ændringer i ministerier og styrelser
Ved den kongelige resolution af 3. oktober 2011 skete der en række ændringer i forhold til den tidligere regering.

### Nyt Ministerium for By, Bolig og Landdistrikter og nyt Økonomi- og Indenrigsministerium
Boligministeriet blev oprettet første gang i 1947 og nedlagt ved regeringsskiftet i 2001. Dette ministerium blev igen oprettet, nu som Ministeriet for By, Bolig og Landdistrikter, der samtidig fik ansvar for udviklingen i "Udkantsdanmark". Fra Socialministeriet og Erhvervsministeriet tilbageførtes de resortområder, disse ministerier havde fået ved boligministeriets nedlæggelse i 2001. Herudover overførtes resortansvaret for sager vedrørende regional- og landdistrikter fra det gamle Indenrigs- og Sundhedsministerium og fra Ministeriet for Fødevarer, Landbrug og Fiskeri resortansvaret for tilskud til lokale aktionsgrupper.
Der blev desuden oprettet et nyt Økonomi- og Indenrigsministerium, der overtog opgaver vedrørende konjunkturovervågning mv. fra Finansministeriet, statistik og makroøkonomi inkl. Danmarks Statistik og Det Økonomiske Råd fra Økonomi- og Erhvervsministeriet samt indenrigsområdet fra Indenrigs- og Sundhedsministeriet.
Endvidere blev der oprettet to nye ministerposter, Handels- og investeringsminister og Europaminister. De blev ligesom Minister for nordisk samarbejde og Minister for udviklingsbistand betjent af Udenrigsministeriet, der således bestod af hele fem ansvarlige ministre.

### Nedlæggelse af Integrationsministeriet og styrelser
Ved regeringsdannelsen skete der følgende nedlæggelser af ministerier og styrelser:
- Integrationsministeriet blev oprettet ved regeringsskiftet i 2001. Dette ministerium blev nedlagt. De resortområder ministeriet havde ansvar for blev fordelt imellem Justitsministeriet, Beskæftigelsesministeriet, Social- og Integrationsministeriet og Ministeriet for Børn og Undervisning
- IT- og Telestyrelsen blev oprettet i 2002 ved en sammenlægning af Statens Information (oprettet 1937 som Statens Annonce- og Reklamebureau) og Telestyrelsen (oprettet i 1919 som Statens Telefonsyn). Denne styrelse blev nedlagt. Dens forretninger blev delt mellem Erhvervs- og Vækstministeriet,Forsvarsministeriet, Finansministeriet og Økonomi- og Indenrigsministeriet. I stedet blev der oprettet en ny digitaliseringsstyrelse og en moderniseringsstyrelse.[15]
- Farvandsvæsenet blev oprettet i 1973 ved en sammenlægning af Fyrvæsenet (oprettet i 1560 som Det Kongelige Danske Fyrvæsen), Lodsvæsenet (oprettet i 1831), Søkortarkivet (oprettet i 1784) og Redningsvæsenet (oprettet i 1852). Denne styrelse blev nedlagt. Dens forretninger blev delt mellem Erhvervs- og Vækstministeriet, Klima-, Energi- og Bygningsministeriet og Miljøministeriet.

## Historie

### Finansloven for 2012
Efter et intenst forhandlingsforløb opnåede regeringen en aftale med Enhedslisten om finansloven, som blev offentliggjort den 20. november 2011. Dette forlig omfattede øgede offentlige udgifter i størrelsesordenen ca. 10 mia. kr. i 2012. Finansloven for 2012 opererede med indtægter på 605 milliarder kr. og udgifter for 700 mia. kr., hvilket gav et underskud på 95 mia. kr.  Den endelige vedtagelse i Folketinget af finansloven for 2012 foregik den 20. januar 2012, hvor 109 af de fremmødte stemte for, mens 5 (fra Liberal Alliance) hverken stemte for eller imod.

### Betalingsringen
I regeringsgrundlaget var etableringen af en betalingsring om København et væsentligt element. Efter en intens offentlig debat, som gav store tilbagegange i meningsmålingerne for S og SF, opgav regeringen at gennemføre betalingsringen, angiveligt fordi den havde lyttet til befolkningens reaktioner. Indtægterne fra betalingsringen skulle have finansieret forbedringer i den kollektive trafik, men disse blev ifølge et lovforslag af 29. februar 2012 i stedet finansieret ved at stramme beskatningen på leasede biler.

### Arbejdsmarkedet
Regeringen havde som erklæret mål at nedbringe antallet af danskere på overførselsindkomst, samtidig med, at den ville skabe nye arbejdspladser. Beskæftigelsesminister Mette Frederiksen varslede i november 2011 denne forbindelse seks nye initiativer:
- En sygedagpengereform.
- En dagpengereform.
- En kontanthjælpsreform.
- En reform af den aktive beskæftigelsespolitik.
- En førtidspensionsreform.
- En reform af fleksjob-ordningen.

Alle disse reformer skulle ifølge ministeren indgå i finansloven for 2013  Tidligere beskæftigelsesminister Claus Hjort Frederiksen (V) var yderst skeptisk og forudså, at reformerne stik mod den angivne hensigt kunne føre til øget ledighed.
Reformforslagene blev udskudt til en "forårspakke", der skulle forhandles i Folketinget i foråret 2013.

#### Danmark i arbejde
Danmark i arbejde var titlen på den skattereform, som skatteminister Thor Möger Pedersen bebudede i februar 2012. Målsætningen var at lette beskatningen af personer, mens finansieringen af en øget indsats mod ledighed skulle ske ved at beskære bl.a. ydelserne til fleksjob og adgangen til førtidspension. Enhedslisten kritiserede i skarpe vendinger den planlagte finansiering af reformerne, som regeringens støtteparti betegnede som "unødigt bureaukrati [der] gør dem, som står udenfor (arbejdsmarkedet) fattigere". Ved forelæggelsen af reformen den 29. maj 2012 understregede Helle Thorning-Schmidt, at skattelettelser for alle, der er i arbejde, ville øge både arbejdsudbuddet og beskæftigelsen. Reformen brød delvis med principperne bag flexicurity og blev af velfærdsforskeren Jørgen Goul Andersen vurderet således:
"Flexicurity er hovedsagelig fortid, og det her er så lige et yderligere søm i kisten" 
Det samlede udspil ville fuldt gennemført i 2020 give en skattelettelse på ca. 13 mia. kr, mens overførselsindkomsterne ville blive forringet med ca. 4 mia. kr i samme periode.  Forslaget blev af Venstre betegnet som "løftebrud" og medvirkede til den for Socialdemokratiets vedkommende hidtil dårligste meningsmåling.
Efter et dramatisk forløb, hvor Enhedslisten troede, at en aftale med regeringen var forhandlet på plads, gik Venstre i realitetsforhandlinger. Forhandlingerne resulterede i en rammeaftale mellem regeringspartierne, Venstre og Det Konservative Folkeparti. Enhedslistens politiske ordfører Johanne Smidt Nielsen reagerede med at udtale:
"Enhedslistens tillid til regeringen er på nuværende tidspunkt ikke eksisterende. Vi er ikke længere støtteparti for denne her regering. Vi er i opposition."
Denne udmelding kommenterede Henrik Sass Larsen bl.a. med at meddele, at regeringen foretrækker at forhandle reformer med de borgerlige partier frem for at underkaste sig "et ekstremt parti".

### Regeringsrokaden i 2012
Den 16. oktober 2012 blev der foretaget en regeringsrokade som følge af formandsskiftet i SF. Skatteminister Thor Möger Pedersen og erhvervs- og vækstminister Ole Sohn udtrådte af regeringen, og blev erstattet af henholdsvis Holger K. Nielsen og den nyvalgte SF-formand, Annette Vilhelmsen.

### Finansloven og nye reformer i 2013
Kontroverserne mellem regeringen og dens støtteparti blev midlertidig bilagt, da parterne indgik en finanslovsaftale for finansåret 2013, hvor der bl.a. blev afsat økonomiske midler til uddannelsestilbud til de ledige, der ville falde for de nye dagpengeregler i foråret 2013.  Et nyt forslag fra regeringen om skattelettelser til erhvervslivet og besparelser på bl.a. SU og kontanthjælp, fremsat i februar 2013, førte til fornyede protester fra Enhedslisten, men også en række fremtrædende socialdemokrater og SF'ere gjorde indsigelser. Blandt andre udtrykte børne- og ungdomsborgmesteren i Københavns kommune, Anne Vang, sin skuffelse over og protest mod forslagene.
Regeringen fremlagde for Folketinget et forslag til vækstplan, som efter forhandlinger, hvor Venstre, Konservative, Dansk Folkeparti og Liberal Alliance fik medindflydelse, blev vedtaget den 24. april 2013 af alle partier i Folketinget, bortset fra Enhedslisten og for anden dels vedkommende Dansk Folkeparti   Vækstpakken gav skattelettelser til erhvervslivet og indebar besparelser på bl.a. kontanthjælp og SU. Regeringens parlamentariske grundlag, Enhedslisten betegnede kontanthjælpsreformen som en "fattigdomsydelse".

### Indgreb i lockout
Den 25. april 2013 indkaldte statsministeren til pressemøde kl. 10.00, hvor hun redegjorde for et forslag fra regeringen om et lovindgreb i Lærerlockouten 2013. Forslaget blev forelagt af beskæftigelsesministeren og offentliggjort samme eftermiddag på Folketingets hjemmeside. 
Fredag den 26. april vedtog et flertal i Folketinget bestående af samtlige partier bortset fra Enhedslisten og Liberal Alliance lovforslaget.

### Regeringsrokaden i august 2013
Fredag den 9. august 2013 præsenterede Helle Thorning-Schmidt en større rokade, der omfattede seks ministerier og indebar, at daværende transportminister Henrik Dam Kristensen og daværende fødevareminister Mette Gjerskov udtrådte af regeringen.
- Nicolai Wammen afløste Nick Hækkerup som forsvarsminister.
- Nick Hækkerup afløste Pia Olsen Dyhr som handels- og investeringsminister, og Nicolai Wammen som europaminister.
- Pia Olsen Dyhr afløste Henrik Dam Kristensen som transportminister.
- Henrik Sass-Larsen indtrådte i regeringen som erhvervs- og vækstminister i stedet for Annette Vilhelmsen.
- Annette Vilhelmsen afløste Karen Hækkerup som social- og integrationsminister. Børneområdet fra Christine Antorinis Børne- og Undervisningsministerium overførtes til Annette Vilhelmsens nye Social-, Børne- og Integrationsministerium.
- Karen Hækkerup afløste Mette Gjerskov som fødevareminister.

## Ministre i regeringen
Regeringen bestod af 22 ministre, heraf 10  fra Socialdemokraterne, 6 fra Radikale Venstre og 6 fra SF. De første 7 ministre på listen var medlemmer af Regeringens Koordinationsudvalg. Regeringen var historisk på flere områder: Den havde den første kvindelige statsminister (Helle Thorning-Schmidt), den yngste minister nogensinde (26-årige Thor Möger Pedersen) og den første minister af ikke-europæisk oprindelse (Manu Sareen).
|                                  | Portefølje                                                              | Minister                                                | Parti              | Valgt som |
| -------------------------------- | ----------------------------------------------------------------------- | ------------------------------------------------------- | ------------------ | --------- |
|                                  | Statsminister                                                           | Helle Thorning-Schmidt                                  | Socialdemokraterne | MF'er     |
|                                  | Økonomi- og indenrigsminister                                           | Margrethe Vestager                                      | Radikale Venstre   | MF'er     |
|                                  | Erhvervs- og vækstminister                                              | Ole Sohn (2011-2012)α                                   | SF                 | MF'er     |
| Annette Vilhelmsen (2012-2013)αγ | Erhvervs- og vækstminister                                              |                                                         | SF                 | MF'er     |
|                                  | Erhvervs- og vækstminister                                              | Henrik Sass Larsen (2013-2014)γ                         | Socialdemokraterne | MF'er     |
|                                  | Finansminister                                                          | Bjarne Corydon                                          | Socialdemokraterne | MF'er     |
|                                  | Udenrigsminister                                                        | Villy Søvndal (2011-2013)ε                              | SF                 | MF'er     |
| Holger K. Nielsen (2013-2014)ε   | Udenrigsminister                                                        |                                                         | SF                 | MF'er     |
|                                  | Justitsminister                                                         | Morten Bødskov (2011-2013)ε                             | Socialdemokraterne | MF'er     |
| Karen Hækkerup (2013-)ε          | Justitsminister                                                         |                                                         | Socialdemokraterne | MF'er     |
|                                  | Minister for forskning, innovation og videregående uddannelser          | Morten Østergaard                                       | Radikale Venstre   | MF'er     |
|                                  | Skatteminister                                                          | Thor Möger Pedersen (2011-2012)α                        | SF                 |           |
| Holger K. Nielsen (2012-2013)αε  | Skatteminister                                                          | MF'er                                                   | SF                 |           |
| Jonas Dahl (2013-2014)ε          | Skatteminister                                                          | MF'er                                                   | SF                 |           |
|                                  | Kulturminister                                                          | Uffe Elbæk (2011-2012)β                                 | Radikale Venstre   | MF'er     |
| Marianne Jelved (2012-)β         | Kulturminister                                                          |                                                         | Radikale Venstre   | MF'er     |
|                                  | Transportminister                                                       | Henrik Dam Kristensen (2011-2013)γ                      | Socialdemokraterne | MF'er     |
|                                  | Transportminister                                                       | Pia Olsen Dyhr (2013-2014)γ                             | SF                 | MF'er     |
|                                  | Minister for by, bolig og landdistrikter                                | Carsten Hansen                                          | Socialdemokraterne | MF'er     |
|                                  | Beskæftigelsesminister                                                  | Mette Frederiksen                                       | Socialdemokraterne | MF'er     |
|                                  | Undervisningsminister                                                   | Christine Antorini                                      | Socialdemokraterne | MF'er     |
|                                  | Social- og integrationsminister Social-, børne- og integrationsminister | Karen Hækkerup (2011-2013)γ                             | Socialdemokraterne | MF'er     |
|                                  | Social- og integrationsminister Social-, børne- og integrationsminister | Annette Vilhelmsen (2013-2014)γ                         | SF                 | MF'er     |
|                                  | Minister for fødevarer, landbrug og fiskeri                             | Mette Gjerskov (2011-2013)γ                             | Socialdemokraterne | MF'er     |
| Karen Hækkerup (2013)γε          | Minister for fødevarer, landbrug og fiskeri                             |                                                         | Socialdemokraterne | MF'er     |
| Dan Jørgensen (2013-)ε           | Minister for fødevarer, landbrug og fiskeri                             | MEP'er                                                  | Socialdemokraterne |           |
|                                  | Klima-, energi- og bygningsminister                                     | Martin Lidegaard                                        | Radikale Venstre   |           |
|                                  | Handels- og investeringsminister                                        | Pia Olsen Dyhr (2011-2013)γ                             | SF                 | MF'er     |
|                                  | Handels- og investeringsminister                                        | Handelsministeriet underlagt Europaministeriet 9/8-2013 |                    |           |
|                                  | Minister for sundhed og forebyggelse                                    | Astrid Krag (2011-2014)                                 | SF                 | MF'er     |
|                                  | Forsvarsminister                                                        | Nick Hækkerup (2011-2013)γ                              | Socialdemokraterne | MF'er     |
| Nicolai Wammen (2013-)γ          | Forsvarsminister                                                        |                                                         | Socialdemokraterne | MF'er     |
|                                  | Miljøminister                                                           | Ida Auken (2011-2014)                                   | SF                 | MF'er     |
|                                  | Europaminister Europa- og handelsminister                               | Nicolai Wammen (2011-2013)γ                             | Socialdemokraterne | MF'er     |
| Nick Hækkerup (2013-)γ           | Europaminister Europa- og handelsminister                               |                                                         | Socialdemokraterne | MF'er     |
|                                  | Minister for ligestilling og kirke og minister for nordisk samarbejde   | Manu Sareen                                             | Radikale Venstre   | MF'er     |
|                                  | Minister for udviklingsbistand                                          | Christian Friis Bach (2011-2013)δ                       | Radikale Venstre   | MF'er     |
| Rasmus Helveg Petersen (2013-)δ  | Minister for udviklingsbistand                                          |                                                         | Radikale Venstre   | MF'er     |

αMed valget af Annette Vilhelmsen som formand for SF den 13. oktober 2012 blev der foretaget en ministerrokade den 16. oktober 2012.
βKulturminister Uffe Elbæk meddelte den 5. december 2012 sin afgang til statsministeren. Dagen efter blev han erstattet af Marianne Jelved.
γMinisterrokaden den 9. august 2013 som følge af sikkerhedsgodkendelsen af Henrik Sass Larsen.
δUdviklingsminister Christian Friis Bach meddeler den 21. november 2013 sin afgang. Han afløses samme dag af Rasmus Helveg Petersen.
εMinisterrokaden den 12. december 2013 som følge af Villy Søvndals blodprop og Morten Bødskovs afgang.